# Крамер, Виктор Моисеевич
Виктор Моисеевич Крамер (род. 3 июля 1962, Псков) — российский театральный режиссёр и продюсер.

## Биография. Творческий путь
Родился и вырос в городе Пскове. Его отец служил заместителем командира Псковской десантно-воздушной дивизии, мать — актриса Псковского драматического театра (с 1961 года), заслуженная артистка России Лариса Ивановна Крамер. Со школы увлекался музыкой, пел, занимался фехтованием, собирался стать актёром. Однако родители настояли на том, что сначала нужно получить другую специальность. Крамер планировал поступить в Ленинградский институт авиационного приборостроения, но изменил решение и стал изучать историю и английский язык в Псковском педагогическом институте. По окончании института в 1984 году добровольно ушёл служить в армию, в воздушно-десантные войска.
После армии режиссёр Псковского театра драмы имени А. С. Пушкина Вадим Радун предложил Крамеру поставить драки для одного из спектаклей. По словам самого Крамера, это стало одной из причин, подтолкнувших его все-таки выбрать театральную профессию. Он поступил в Ленинградский институт театра, музыки и кинематографии им. Н. К. Черкасова, в режиссёрскую мастерскую Г. А. Товстоногова, которую окончил в 1991 г.
Первой режиссёрской работой, принесшей Крамеру успех, стал спектакль «Фарсы, или Средневековые французские анекдоты» по фарсам XIV века, поставленный совместно с Геннадием Тростянецким на сцене Театра на Литейном в 1991 г. Худсовет для утверждения спектакля был назначен на 9 утра. Поняв, что нужно спасать положение, Крамер решил пригласить театральных критиков, которые не сразу соглашались прийти, но удивлялись, что прогон проходит в такой ранний для театральной жизни час. В итоге зал оказался полон. Постановку встретили на «ура», худсовет длился всего три минуты. Спектакль стал идти на сцене театра. Название «Фарсы» перешло затем к независимому театру, созданному Крамером в 1992 году.
Сейчас режиссёр проживает в Санкт-Петербурге. Возглавляет созданную в 1998 году компанию «Kramer & Co.Production», которая специализируется на организации культурных и развлекательных мероприятий.
В 2002 году под музыкальным руководством Валерия Гергиева Крамер ставит оперу Мусоргского «Борис Годунов». Премьера в Teatro alla Scala (Милан) — 12 апреля, в Мариинском театре (Санкт-Петербург) — 13 мая. В 2003 режиссёр ставит «Руслана и Людмилу» Глинки в Большом театре в Москве, премьера состоялась 23 апреля. Ряд сценических работ был произведён компанией «Kramer & Co production».
14 декабря 2004 года прошла премьера режиссированного Крамером мюзикла «Веселые ребята» по фильму Григория Александрова «Веселые ребята» в театре Вахтангова (Москва). 9 декабря 2005 — премьера в парижском театре Шатле обновлённой версии оперы «Борис Годунов».
В 2013 году Виктор Моисеевич поставил мюзикл «Музыка серебряных спиц», созданный по мотивам песен Бориса Гребенщикова и группы «Аквариум».

## Семья
- Мать — Лариса Ивановна Крамер, актриса[2].
- Жена — Елена Крамер (Спиридонова) (род. 1960) — советская и российская актриса театра и кино.

## Награды
- 1998 — Высшая театральная премия Великобритании имени Лоуренса Оливье за спектакль «Slava’s snow show».
- 1998 — Высшая международная профессиональная премия юмора «Золотой Остап».
- 1999 — Премия «Fringe first» (программа «Fringe» Эдинбургский фестиваль) за спектакль «Фантазии, или Шесть персонажей в ожидании ветра».
- 2001 — Главный приз «Зрительских симпатий» Международного фестиваля «Балтийский Дом» за спектакль «Село Степанчиково и его обитатели» по повести Ф. М. Достоевского.
- 2001 — Дипломант высшей театральной премии Санкт-Петербурга «Золотой Софит» в номинации «Лучший режиссёр оперного театра» за оперу «Троянцы» Гектора Берлиоз.
- 2002 — Дипломант национальной премии «Золотая Маска» в номинациях «Лучшая работа режиссёра в оперном театре» за спектакль «Царь Демьян» (Мариинский театр).
- 2002 — Премия «Золотой Софит» в номинации «Лучший оперный спектакль» за спектакль «Царь Демьян».
- 2004 — Номинация на получение Государственной премии Российской Федерации в области литературы и искусства за подготовку и проведение юбилейных мероприятий к 300-летию Санкт-Петербурга.
- 2007 — Премия «Золотой софит», номинация «Лучшая работа режиссёра» за постановку спектакля «Женитьба Фигаро»[3].